# タトネフト・アリーナ
タトネフト・アリーナ（ロシア語: Татнефть-Арена、）は、ロシア連邦・カザンにある多目的スペースである。10,400人収容。主にアイスホッケーの興行で使用され、KHLのアク・バルス・カザンのホームアリーナでもある。

## タトネフト・カップ
2008年から2020年まで行われたキックボクシングのトーナメント大会の一つとして当アリーナで行われていた。3つのカテゴリで行われ(ミドル級、クルーザー級、ヘビー級)、世界各地のキックボクシングが集まるトーナメントとして国際大会の登竜門的存在として機能していた。